# Cal Joanet
Cal Joanet és una antiga casa senyorial, molt reformada, al petit nucli urbà de Suró (municipi de Talavera, Segarra), entre cases ruïnoses, que contextualitza l'origen i desenvolupament d'aquest poble. El poble de Suró està situat al Tossal de Suró de 850m, un dels punts geogràfics més alts de la comarca de la Segarra. Malgrat que a cal Joanet no hi hagi cap data que apunti el seu origen, la documentació existent diu que aquesta casa es va construir en un moment imprecís del segle xvi. Aquest fet es testimonia en altres cases del poble, en estat molt ruïnós, que encara conserven la data clau de la porta d'accés.
L'accés a la casa es fa mitjançant un portal d'entrada d'arc de mig punt, que dona a un petit pati interior descobert. Dins d'aquest pati, a mà esquerra se'ns presenta la primitiva façana principal de la casa. Aquesta està estructurada a partir d'una porta d'accés d'arc de mig punt adovellat, primer pis i golfes. La porta d'accés comunica amb la part més agrícola de la casa, coberta amb voltes d'aresta. L'edifici presenta un parament paredat amb pedra del país.